# Вишерская улица (Шушары)
Ви́шерская у́лица — улица в посёлке Шушары Пушкинского района Санкт-Петербурга. Проходит от Чудовской улицы до Пушкинской улицы.

## История
Название было присвоено 18 мая 2009 года по железнодорожной станции Малая Вишера, расположенной в городе Малая Вишера Новгородской области. В Шушарах названия улицам дают по узловым станциям, расположенным в Новгородской области.
Первый участок Вишерской улицы — от Окуловской до Пушкинской — был построен в 2010 году. В 2011 году улицу удлинили от Окуловской до Школьной.
В 2023 году был построен участок от Школьной до Чудовской улицы. Движение по нему открыто, однако со стороны Школьной проезжая часть сужена забором, контейнером, будкой офиса продаж и рекламным щитом. Собственник — ООО «Бау комфорт» — не намерен убирать преграды, а власти не видят оснований для изъятия дороги в собственность города.
9 мая 2015 года на Вишерской улице напротив дома 10 был открыт сквер. Его создание профинансировало ООО «Строительная компания „Дальпитерстрой“». Эта компания планировала построить здесь жилой дом, но на фоне давления общественности изменила планы. В центре круглой площадки сквера установлена гранитная стела в виде частично вырезанной звезды с текстом «Защитникам родины, насмерть стоявшим на Шушарской земле. 1941—1945». В 2023 году стало известно, что сквер переустроят с сохранением сети дорожек.

## Застройка
- № 1, корпус 1, — жилой дом (2017[8])
- № 1, корпус 2, — жилой дом (2018[9])
- № 2 — жилой дом (2018[10])
- № 3, корпус 1, — детский сад (2012[11])
- № 3, корпус 2, — жилой дом (2018[9])
- № 10 — паркинг (2014[12])
- № 13, корпус 2, — нежилое здание (2014[11])
- № 16 — жилой дом (2013[11])
- № 18 — жилой дом (2012[11])
- № 22 — жилой дом (2014[13])
- № 24 — жилой дом (2019[14])